# Honda Civic Type R
Honda Civic Type R — спортивная версия Honda Civic. Буква R в слове «Type R» происходит от английского слова racing («гоночный»), и обозначает спортивный характер автомобиля (как и у других автомобилей Honda с буквой «R» в конце своего названия — Type R, Euro R, SIR, характерной чертой которых является эмблема Honda на красном фоне — как на болиде RA-272, который принёс японской марке первую победу в Гран-при Формула-1 в Мексике, в 1965 году).
- 1991 год — на модели Civic SiR впервые появилась литера R. Это было уже четвёртое поколение Civic. Автомобиль имел 16-клапанный двигатель семейства B16A объёмом 1,6 л, был оснащён системой DOHC VTEC и развивал 160 л. с.
- 1992 год — дебютировал новый Civic SiR, на базе пятого поколения Civic — с прежним двигателем, мощность которого возросла до 165 л. с.(A/T) и 175 л. с. (М/Т).

## Первое поколение
Официальный дебют 1-го поколения (шасси EK9) состоялся в 1997 году. Именно тогда Honda Civic в кузове хетчбэк впервые получил имя Type R, что означало, что он достоин разделять философию «R» с уже тогда существовавшими Integra и NSX.

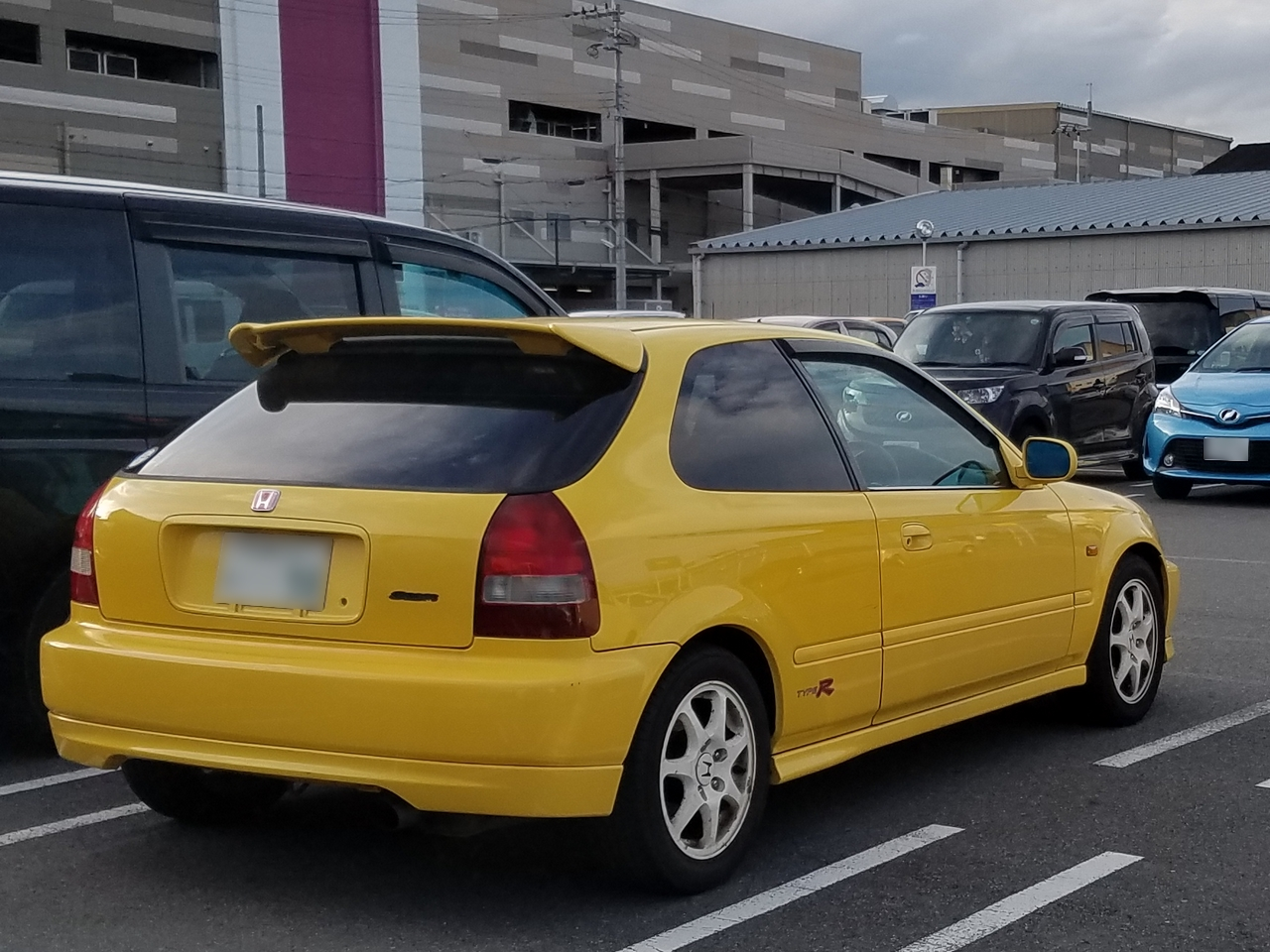
Honda Civic Type R первого поколения

В основе Civic Type R 1-го поколения лежит Honda Civic 6-го поколения. На Civic Type R ставили атмосферный двигатель B16B объёмом 1,6 литра и системой газораспределения DOHC VTEC. Удельная мощность этого мотора достигала 185 л. с. при 8200 об/мин, что составляет 115,6 л. с. на каждый литр рабочего объёма. Машина выпускалась только в кузове 3-дверного хетчбэка. Автомобиль оснащен 5-ступенчатой МКПП, стыкованной с передней осью с дифференциалом повышенного трения и передним приводом. Спереди и сзади применена независимая пружинная подвеска. Тормозные механизмы дисковые на всех колесах, только на передних — вентилируемые. До 100 км/ч разгоняется за 6,7 секунды и развивает максимальную скорость 225 км/ч. 
В 1998 году компания Honda выпустила Civic Type R Motor Sports Edition. Этот автомобиль выпускался со стальными колесами, другой системой рулевого управления, без электростеклоподъёмников, кондиционера и радио. 
В 1999 году тюнинг-компания Honda Spoon Sports разработала гоночную версию N1 Type R с увеличением двигателя B16B до 11000 об/мин с алюминиевыми спортивными педалями. 
1-е поколение Type R производили только на заводе Honda в Японии и были ориентированы только для внутреннего рынка. 

## Второе поколение
2-й Civic Type R (шасси EP3) появился в 2001 году, в основе которого Honda Civic 7-го поколения. Автомобиль представлен в единственном кузовном исполнении — 3-дверный хетчбэк. На новый Civic Type R устанавливали K20A2 (K20A), который выдавал 200 безнаддувных лошадиных сил. Мотор получил новую интеллектуальную систему газораспределения DOHC i-VTEC, систему VTC. Максимальный крутящий момент в 193 Н·м выдавался уже при 5600 об/мин, а мощность 200 л. с. достигалась на 7400 об/мин. Силовой агрегат работает совместно с 6-скоростной механической коробкой передач, передающей тягу на переднюю ось.

### Внутренний рынок Японии
Производство нового Honda Civic Type R JDM (Japanese Domestic Market) было перебазировано на завод в Суиндоне, Англия. Конструкция шасси была упрощена — передняя двухрычажная подвеска по компоновочным соображениям уступила место стойкам Макферсона. На японском рынке на Civic Type R устанавливали K20A 215 л. с. при 8000 об/мин и 202 Н·м при 7000 об/мин, вес автомобиля составлял 1190 кг. Двигатель K20A отличался балансирными валами, поршнями более высокого сжатия. JDM Type R EP3 был доступен в традиционном белом (Championship White) цвете, EDM (European Domestic Model) — нет.  

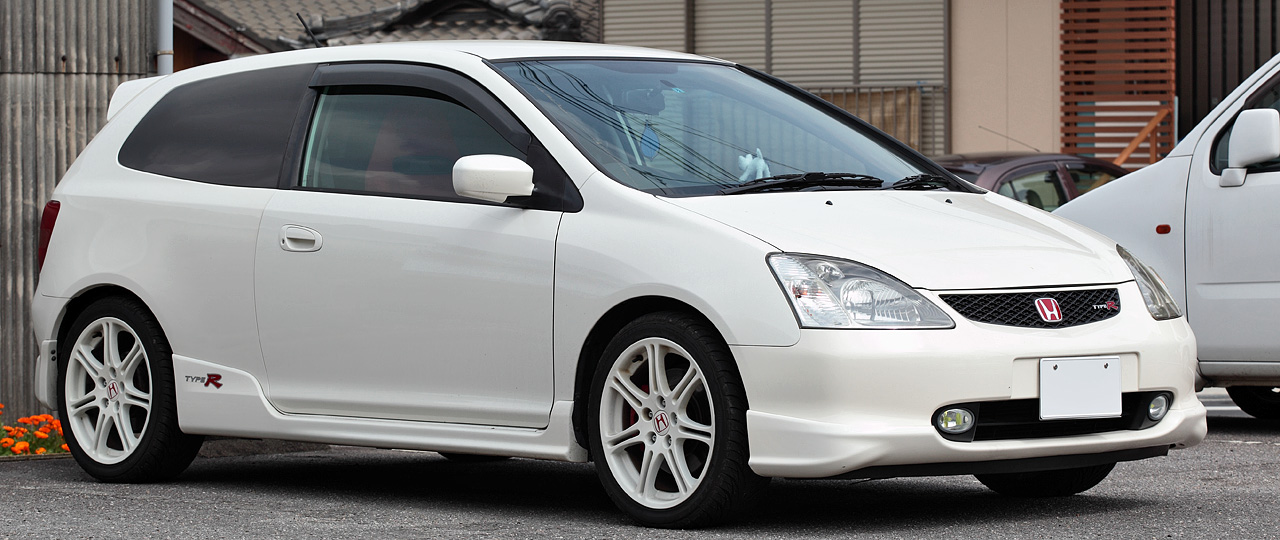
Civic Type R (EP3) для Японского рынка

В 2004 году Honda представила дополнительные опции для японской линейки Civic Type R, которая включала дополнительный цвет Satin Silver Metallic, HID освещение, заднее защитное стекло, кондиционер и датчик температуры наружного воздуха.

### Рестайлинг
В 2003 году Type R был обновлён: изменения в системе управления двигателем VTEC, доработана система EPS с более быстрым рулевым управлением, улучшена подвеска, передние фары проектора с тремя источниками света (JDM был оснащён только галогенными), новые задние фонари, переработанные бамперы, красные вставки сидений и дверных панелей в стандартной комплектации, хромированные внутри и более крупный значок.

### 30-летнее издание
В 2003 году Honda отпраздновала 30-летие модели Civic, предлагая специальную версию Civic Type R. Это специальное издание включает красные ковшеобразные сиденья от Recaro Trendline, кондиционер, защитное стекло на задних окнах, кожаный руль MOMO. Эти модели в Великобритании были доступны в цветах Nighthawk Black, Satin Silver и Milano Red. Было выпущено 300 таких моделей, по 100 в каждом цвете.

### Premier издание
В 2005 году компания Honda представила финальный Civic Type R Premier с тонированными задними стеклами, оснащение которой аналогично 30-летнему изданию. Добавлен чёрный цвет сидений и более тёмный оттенок ткани на центральных секциях заднего сиденья. Также добавлен цвет кузова Cosmic Grey.

## Третье поколение
В 2007 году запущено в производство 3-е поколение Type R (шасси FD2 и FN2). Для европейского рынка Type R был представлен на базе хетчбэка, для японского и азиатского рынков были доступны как седан, так и хетчбэк (Type R Euro). Выпускалась трёхдверка Civic Type R на заводе Honda в Суиндоне, Англия, там же, где делали её предшественницу. Создан на базе хетчбэка Civic 8-го поколения.

### Азиатский рынок (FD2)
Civic Type R поступил в продажу 30 марта 2007 года на Японский рынок. Type R 3-го поколения был больше, шире и тяжелее, чем предшественник. Колесная база увеличилась, что дало FD2 большую устойчивость при движении на высокой скорости. Японский седан обладал мощностью 225 л. с. при 8000 об/мин, а крутящий момент 215 Н·м достигается при 6100 об/мин. В стандартной комплектации для японского Civic Type R был предусмотрен самоблокирующийся дифференциал с винтовой блокировкой, 4-х поршневые дисковые тормоза Brembo и колёса размерностью 225/40 R18. Сиденья и руль теперь разработаны компанией Honda. В октябре 2008 года Type R получил новые цвета, а в 2009 году некоторые обновления: отделка салона, крышки топливного бака, новый номерной знак. 

### Европейский рынок (FN2)
Европейский Civic Type R сохранил гоночный дух и вместе с тем стал более дружественным к городским условиям (в нём появились климат-контроль, датчик дождя и т. д.). Седан и хетчбэк достаточно сильно различались как снаружи, так и изнутри, например, размещение бака под сиденьем водителя. Civic Type R послужит основой для следующей европейской версии Jazz. Предлагался силовой агрегат мощностью 201 л. с. при 7800 об/мин и 193 Н·м крутящего момента при 5600 об/мин. Также доступны дополнительные 19-дюймовые диски Rage с шинами Yokohama Advan Sport 225/35 R19. 
Продажи в большинстве стран Европы прекращены к концу 2010 года, поскольку двигатель VTEC не соответствует нормам Евро-5. 

## Четвёртое поколение
4-е поколение Honda Civic Type R (шасси FK2) в серийном исполнении было официально представлено в Женеве в марте 2015 года. На автомобиль установлен 4-цилиндровый мотор VTEC Turbo объёмом 2,0 литра, оснащенный непосредственным впрыском топлива, турбокомпрессором и технологией настройки фаз газораспределения VTEC. Мощность двигателя составляет 310 л. с. при 6500 об/минуту и 400 Н·м крутящего момента. Разгоняется Civic Type R за 5,7 секунд. Силовой агрегат работает совместно 6-ступенчатой МКПП. Ходовая часть полностью выполнена из алюминия. На передней оси установлен самоблокирующийся дифференциал повышенного трения. Тормозная система с 4-поршневыми суппортами Brembo и перфорированными дисками с вентиляцией на передних колесах. На руле кнопка «+R», при нажатии которой раскрываются все спортивные характеристики автомобиля. Внешне машину оснастили обвесом с измененными бамперами, расширенными передними крыльями, массивным задним спойлером, сплиттером, вентилируемыми передними крыльями и аэродинамическими боковыми юбками.
В 2017 году компания Honda представила прощальную версию Civic Type R 4-го поколения — исполнение Black Edition выпустят тиражом в 100 экземпляров для рынка Великобритании. Отличием спецверсии стал чёрный цвет кузова с красными акцентами, а также чёрно-красная отделка интерьера.

## Пятое поколение
Прототип Civic Type R (шасси FK8) был представлен в сентябре 2016 года на автосалоне в Париже, а серийная версия была представлена на автосалоне в Женеве в 2017 году. В FK8 Civic Type R используется тот же турбомотор 2,0 литра VTEC, но мощность увеличилась до 320 л. с. 6-ступенчатая МКПП модернизирована функцией автоматической перегазовки, а сцепление обзавелось новым одномассовым маховиком. Автомобиль обзавелся задней многорычажной подвеской вместо скручивающейся балки. Стойки МакФерсон перенастроены для снижения неприятнейшего эффекта силовых подруливаний. Результатами изменений задней многорычажки стали сниженные крены и сохранение стабильности при интенсивных замедлениях, что позволяет сдвигать точки торможения. Задние тормозные диски больше: 305 вместо 296 мм. Доступно три режима: Comfort, Sport и трековый +R. 

## Шестое поколение
Honda Civic Type R шестого поколения было представлено 20 июля 2022 года.

## В автоспорте
С 2008 года — постоянный участник российских кольцевых автогонок серий RTCC, RRC и РСКГ.